# خط لوله ایروکوا
خط لوله ایروکوا (انگلیسی: Iroquois Pipeline) (همچنین به عنوان سیستم انتقال گاز ایروکوا شناخته می‌شود) یک خط لوله انتقال گاز طبیعی است که گاز را از شرق کانادا به منطقه نیویورک می‌رساند.

## مالکیت
خط لوله ایروکوا متعلق به ترانس‌کانادا، دومینیون ریسورسس، کی‌اسپن، نیوجرسی ریسورسز و آوانگرید است. کد کمیسیون فدرال رگولاتوری انرژی آن ۱۱۰ است.